# 特斯科科
特斯科科（IPA：[tetsˈkoʔko]) ）又作德斯科科，是一座位於中部美洲，曾為阿科爾瓦後古典時期後期的城邦，與特諾奇蒂特蘭、特拉科潘共為阿茲特克帝國的核心成員。
地理上，坐落於墨西哥谷特斯科科湖的東岸，而同一時期的阿茲特克帝國首都特諾奇蒂特蘭則在它的西南方。
現代墨西哥首都墨西哥市這個大都會的一部分便是建築在特斯科科的遺址上。像羅馬一樣，現在仍可以在市內發掘大量的文物。
在被西班牙征服前，以身為阿茲特克三國同盟的一員聞名，估計擁有24,000居民，占地450公頃。
而在殖民時代，它是僅次特諾奇蒂特蘭，位於墨西哥最大且最繁榮的城市之一。

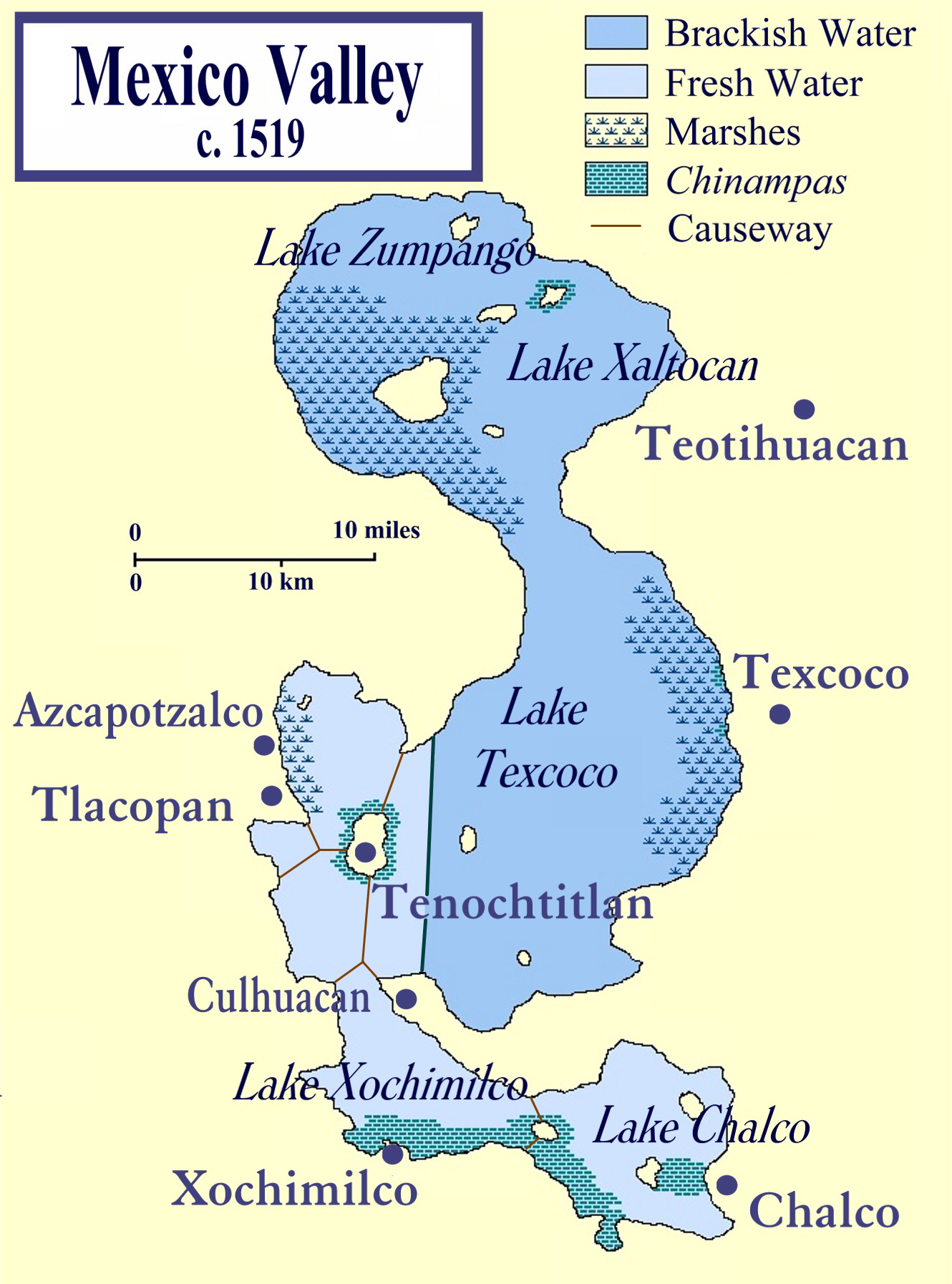
地圖描繪約1519年時的墨西哥谷主要城市及湖泊，特斯科科在地圖上以Texcoco標示。
特斯科科湖有堤壩分隔淡水和鹹水，帶鹹味的水以淺藍色標示，淡水以更淺藍色標示。
湖中的特諾奇提特蘭有多條通道連接外圍的湖岸。

## 歷史
特斯科科建立於12世紀，由奇奇梅克人建立，後來的阿科爾瓦人於1337年驅逐了他們，並將特斯科科建設為他們的首都。
1418年，伊斯特利爾索奇特爾一世被政敵推翻，十年後，他的兒子內薩瓦爾科約特爾聯合特諾奇蒂特蘭等城邦，奪回政權，阿茲特克三國同盟於是建立，特斯科科成為三國同盟三個組成部分之一。
不過，由於是後加入的，所以特斯科科只能收取全境稅收的五分之二，被征服的第三位盟友特拉科潘則是五分之一，其餘都歸特諾奇蒂特蘭。
特斯科科是帝國的文化學術中心，擁有國境內最大的圖書館，存放著許多被征服前珍貴的文獻資料。

## 建築
坐落在山旁的皇居設有輸水道、浴池、庭園、階梯、內含300多個隔間。
庭園裏頭的植物，除了周遭常見的品種外，也來自帝國各個偏遠角落。庭園的遺跡保存完整，在最近，發現頻道的一組團隊收集到足夠的資訊，並以電腦模擬的方式重現，了解到這個庭園有天文觀察的用途，觀察的重心放在金星。
灌溉庭院的水引自更東邊，必須要以輸水道切過山壁引入室內，而有些階梯則被充作觀景瀑布。引來的水最後導入或許是中美洲最古老的蓄水池之一。
整座山在成為水道系統的重要部分後，成為一個獻給雨神特拉洛克的地方，飾有觀景瀑布、奇花異鳥。山上有一處神壇，在空中花園之中，高五百二十階。就阿茲特克神學，眾神每52年便會毀滅人間一次。